# Efterforskningen
Efterforskningen (em inglês: The Investigation) é uma série de televisão de drama criminal sueco-dinamarquesa criada e dirigida por Tobias Lindholm. A série foi ao ar originalmente em 28 de setembro de 2020 em TV2 na Dinamarca e SVT da Suécia.

## Sinopse
A Unidade de Homicídios da Polícia de Copenhague, chefiada por Jens Møller, tenta solucionar o assassinato do jornalista sueca Kim Wall.

## Elenco
- Søren Malling	...	 Jens Møller Jensen
- Pilou Asbæk	...	 Jakob Buch-Jepsen
- Pernilla August	...	 Ingrid Wall
- Rolf Lassgård	...	 Joachim Wall
- Laura Christensen	...	 Maibritt Porse
- Dulfi Al-Jabouri	...	 Musa Amin
- Hans Henrik Clemensen	...	 Nikolaj Storm
- Henrik Birch	...	 Lars Møller
- Anders Juul	...	 Christian Skov
- Charlotte Munck	...	 Kirstine
- Josephine Park	...	 Cecilie

## Lançamento
A série foi ao ar originalmente em 28 de setembro de 2020 em TV2 na Dinamarca e SVT da Suécia. Foi transmitida pela BBC Two do Reino Unido entre 22 de janeiro e 5 de fevereiro de 2021. A HBO começou a exibir a série em 1 de fevereiro de 2021.

## Recepção
No Rotten Tomatoes, a série detém um índice de 83% de aprovação, com base em 24 críticas, com uma nota média de 7.70/10. O consenso dos críticos do site afiam: "Embora nem todas as suas inovações tenham valido a pena, o foco deliberado de The Investigation nas consequências de um crime hediondo evita com sucesso o sensacionalismo, ao mesmo tempo que oferece intuições sobre as duras realidades da busca por justiça".